# Fagotino

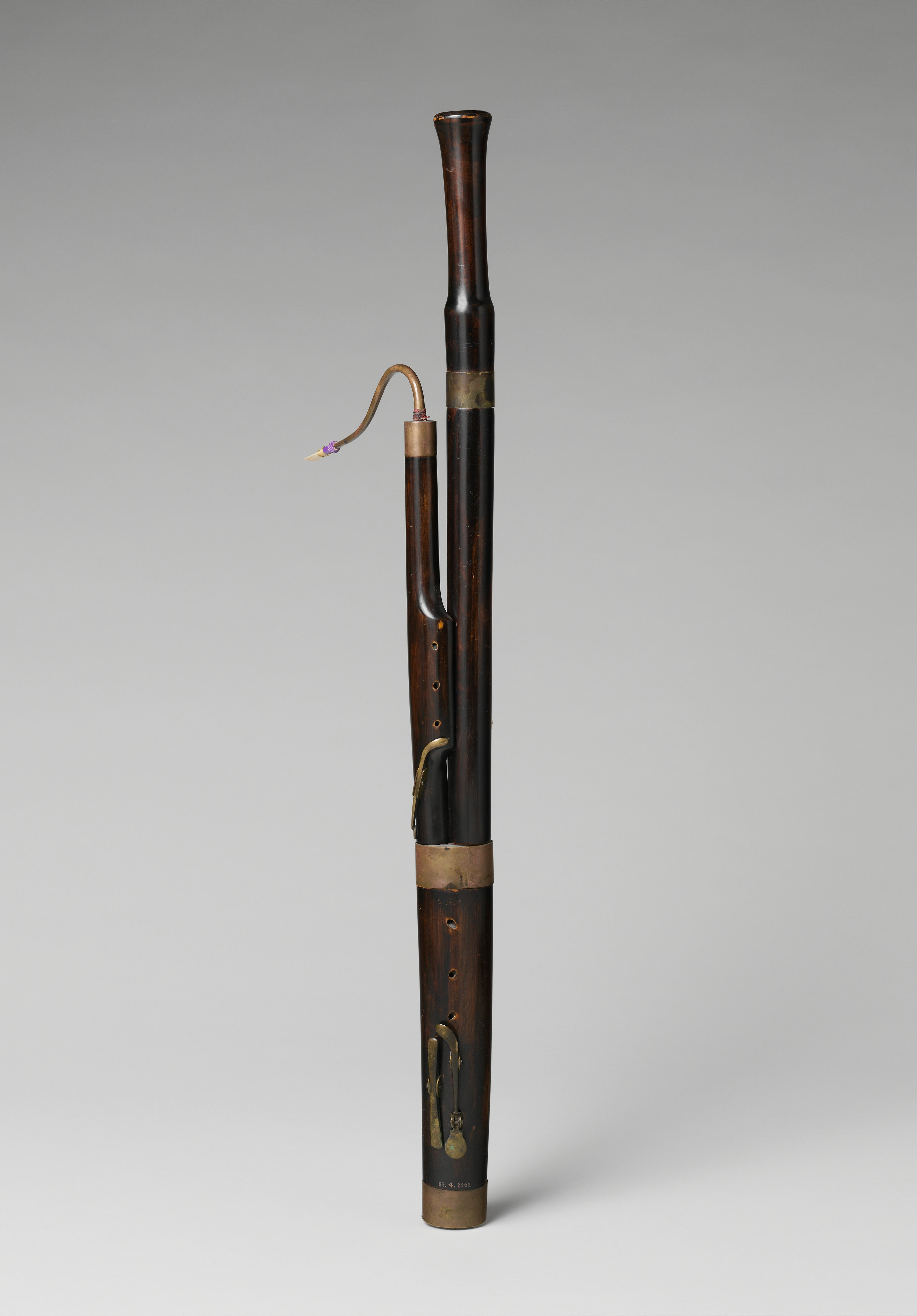
Inglés; Tenoroon (Fagot Tenor) en Fa; Instrumento aerófono de doble caña.

El fagotino es un fagot en miniatura, más pequeño, más agudo y afinado en sol aunque existen también afinados en fa o en mi bemol agudos. Su tesitura abarca desde el fa (el fa más grave posible ejecutado por un fagot). Actualmente está en periodo de extinción debido a su desuso, aunque todavía se construyen considerablemente debido a la facilidad de uso por los más pequeños, que en el fagot no llegarían correctamente a las llaves. A veces es también utilizado por su timbre más chillón y agudo que el fagot.

## Nomenclatura
Muchos debates se han tenido a la hora de nombrar los fagotes pequeños. Todos los fagotes pequeños han sido llamados en algún momento fagottino (plural: fagottini), pero este término es histórico y generalmente aplicado al fagot de octava. Los términos cuarto - fagot y quint - fagot se aplican respectivamente a los instrumentos afinados una cuarta arriba y una quinta por encima del fagot normal. Para añadir a la confusión, estos términos también se pueden aplicar a los instrumentos de una quinta inferior (quint - fagot en fa) y una cuarta inferior (cuarto - fagot en sol), conocido como semi-contrafagot. Tenga en cuenta que las llaves de las versiones inferiores y superiores se invierten. A menudo, los términos bajo y tenor o alto se agregan para aclarar de qué instrumento se está hablando (por ejemplo, fagot cuarto - bajo o alto quint - fagot). Uno de los términos más comunes utilizados para describir estos instrumentos es el tenoroon término que es una contracción de "bajón tenor", que es el nombre más correcto del instrumento, aunque tenoroon es bastante aceptada hoy en día. Altoon (la combinación de las palabras alto y fagot), como un apodo para el fagot octava más pequeña aún tiene que hacerse popular. Una alternativa recientemente introducida es la Fagonello que es de tamaño y peso de estos pequeños fagotes similar, pero suena en la afinación normal, aunque con menor potencia.

## Tipos de fagot
- El Pommer tenor o fagotino
- El Pommer bajo, equivalente al fagot moderno
- El Pommer doble, al que corresponde el contrafagot

El fagotino se asociaba a estos instrumentos para formar una familia.
- Datos: Q7700581